# Zeche Gut Glück
Die Zeche Gut Glück war ein Steinkohlenbergwerk im Wittener Ortsteil Vormholz. Das Bergwerk war eine Kleinzeche, es wurde auch Zeche Gutglück genannt. Die Zeche befand sich an der Berghauser Straße, es wurde auf dem Grubenfeld der ehemaligen Zeche Gut Glück & Wrangel im Stollenbau abgebaut. Das Bergwerk war nur wenige Jahre in Betrieb, der Besitzer des Stollens war Erwin Heinemann.

## Geschichte
Im Jahr 1953 wurde die Kleinzeche in Betrieb genommen und noch im selben Jahr mit dem Abbau im Flöz Geitling begonnen. Es wurde in einer Teufe von bis zu 20 Metern im tagesnahen Bereich der ehemalige Sicherheitspfeiler der Zechen Weselbank und Vereinigte Reiger abgebaut. Dabei wurden mehrfach darunterliegende Grubenbaue der alten Zechen angefahren und teilweise die dort noch anstehenden Restkohlen abgebaut. Der Abbau erfolgte zum größten Teil unterhalb des Ackergrundstückes des Hofes Niederste Berghaus. Da die Grundstückseigentümer an den Gewinnen beteiligt wurden, waren sie auch mit den bergbaulichen Tätigkeiten auf ihrem Grundstück einverstanden. Die Schächte und Tagesanlagen der Zeche folgten dem Abbau. Am 15. August des Jahres 1962 wurde die Zeche Gut Glück stillgelegt.

### Förderung und Belegschaft
Im Jahr 1955 waren acht Bergleute auf dem Bergwerk angelegt, die eine Förderung von 3364 Tonnen Steinkohle erbrachten. Die maximale Förderung der Kleinzeche wurde im Jahr 1957 erbracht, mit sieben Bergleuten wurden 4226 Tonnen Steinkohle gefördert. Die letzten bekannten Förder- und Belegschaftszahlen des Bergwerks stammen aus dem Jahr 1960, es wurden mit fünf Bergleuten 3060 Tonnen Steinkohle abgebaut.